# Поштар (Отписани)
Поштар је осма епизода телевизијске серије „Отписани“, снимљене у продукцији Телевизије Београд и Централног филмског студија „Кошутњак“. Премијерно је приказана у Социјалистичкој Федеративној Републици Југославији 9. фебруара 1975. године на Првом програму Телевизије Београд.

## Историјска подлога
На крају ове, као и осталих епизода налази се натпис — Ова серија инспирисана је подвизима илегалаца у окупираном Београду. Лица и догађаји су измишљени. Свака сличност је случајна.

## Синопсис
Тихи у току ноћи одлази код Вајара, члана комитета, и разговарају о немачком возу који ће се зауставити на Дунав станици. Потребно је сазнати када ће се зауставити и колико дуго ће се задржавати. Такође, потребно је тај воз дићи у ваздух.
Прле се среће са својим комшијом Јоцом поштаром и њих двојица одлазе код њега на качамак. Током вечере Јоца прича како је качамак спасао Србе од Немаца током Првог светског рата. Прле га пита шта би урадио ако би га звали партизани, а он на то каже да би више волео да га позову шверцери. На железничкој станици долазе Тихи и Паја где чекају Прлета, а за то време Прле свраћа код згодне комшинице на забаву. 
Следећег јутра Прле долази у своје склониште где Паја спава. Паја говори Прлету да је Тихи љут на њега што није претходне ноћи био са њима испред железничке станице. Код школе Тихи се виђа са Драганом и даје јој задатак да од свог тече који је шеф Дунав станице сазна када стиже немачки воз. Драгана му каже да теча увече стиже са службеног пута. Прле и Паја добацују у позадини. Драгана се налази код свог тече на станици и док она прича са њим, долази један железничар и говори да немачки воз стиже за два дана у 10 сати увече. 
Тихи одлази код човека са надимком Косинус где га пита за експлозив. Косинус му показује детонатор који откуцава један сат до експлозије. Тихи пита Косинуса зашто ризикује, пошто је то опасна операција, на шта му Косинус одговара да то тако треба. Прле у немачкој униформи одлази код инжењера Бабића у немачки војни магацин где узимају динамит. Мајор Кригер и шеф Специјалне полиције Мишић одлазе код пуковника Милера где говори да сутра увече стиже немачки војни транспорт за Источни фронт и пита Крсту да ли гарантује за шефа станице. Крста говори да гарантује и они га упозоравају на важност ове операције. 
Прле одлази код Јоце и говори му да их уведе у железничку станицу. Испрва Јоца одбија а после неког времена предомишља се и Прле му говори да треба да превезу неке лекове за партизане преко Дунава. Јоца каже Прлету да Ленки, његовој супруги, ништа не говори. На станици Паја улази као сељак, док Јоца заједно са Прлетом, Тихим и Косинусом у поштарским оделима улазе у станицу. Кад су ушли унутра, Јоца је угледао динамит и говори Прлету како га је преварио. Косинус активира детонатор 45 минута пре доласка воза и почиње одбројавање. Јоца излази напоље и среће се са шефом станице где му говори да у 10 сати стиже немачки воз и на велико изненађење сазнаје да мора да прати пошту из Берлина до Букурешта и да ће бити у возу са још једним Немцем. Јоца се враћа назад и обавештава Прлета, Тихог и Косинуса да је он пратилац воза и криви Прлета што га је увалио у све то. Прле има решење. Говори Јоци да кад пређе Панчевачки мост искочи из воза и даје му цедуљу на којој пише адреса где да се јави да би приступио партизанима у Панчеву. 
Воз стиже на станицу, и шеф станице говори мајору Кригеру да је потребно 11 минута да се претовари пошта која је стигла из Берлина. Док товаре пакете, када стигну до експлозива, Прле даје знак Паји да направи пометњу и тиме навлачи Немце на себе. Док Немци врше потеру, Јоца и Кoсинус убијају једног Немца, узимају експлозив и воз креће са станице. Јоца каже Косинусу да искачу из воза чим пређу Панчевачки мост и док проверавају врата, схватају да су закључани. Док Паја бежи од Немаца, један бескућник га позива да се сакрије. Чувши рацију, бескућников комшија почиње да бежи и убијају га Немци и обустављају потеру. У вагону 5 минута до експлозије, Јоца открива друга врата која су откључана и он и Косинус се припремају да искоче. После негог времена, они искачу из воза, и након неког времена у даљини се чује експлозија где гину сви немци и сва возила и оружје, као и сам воз су уништени. 

## Улоге
| Глумац             | Улога                       |
| ------------------ | --------------------------- |
| Драган Николић     | Прле                        |
| Војислав Брајовић  | Тихи                        |
| Мики Манојловић    | Паја Бакшиш                 |
| Павле Вуисић       | Јоца поштар                 |
| Рудолф Улрих       | Милер                       |
| Стево Жигон        | Кригер                      |
| Васа Пантелић      | Крста Мишић                 |
| Србољуб Милин      | Косинус                     |
| Предраг Ћерамилац  | вајар                       |
| Бора Стојановић    | човек                       |
| Миодраг Милованов  | инжињер Бабић               |
| Милан Пузић        | шеф станице (Драганин теча) |
| Злата Нуманагић    | Драгана                     |
| Вера Дедић         | Ленче                       |
| Бели Радоичић      | Франц                       |
| Нада Петричевић    | женска                      |
| Радмила Гутеша     | Елза                        |
| Богољуб Петровић   | железничар                  |
| Стојадин Новаковић | немачки војник              |